# Shawna Gordon
Shawna Gordon (* 18. Januar 1990 in Rancho Cucamonga, Kalifornien) ist eine ehemalige US-amerikanische Fußballspielerin.

## Karriere

### Verein
Nach Beendigung ihres Studiums an der California State University, Long Beach spielte Gordon im Jahr 2011 bei der W-League-Franchise der Pali Blues, wo sie in 13 Saisonspielen zu je zwei Toren und Torvorlagen kam. Anfang 2013 wurde sie von der Franchise der Boston Breakers unter Vertrag genommen, kam jedoch während der Saison 2013 in keinem Ligaspiel zum Einsatz. Zur Saison 2013/14 wechselte Gordon zum australischen Erstligisten Western Sydney Wanderers, für den sie am 10. November 2013 im Heimspiel gegen Adelaide United debütierte. Im ersten Halbjahr 2014 kehrte sie in die Vereinigten Staaten zurück und spielte parallel bei den Los Angeles Blues in der W-League und dem Beach Futbol Club in der WPSL, wobei sie mit beiden Mannschaften am Saisonende die Meisterschaft ihrer jeweiligen Liga erringen konnte. Im Anschluss wechselte Gordon zum schwedischen Erstligisten Umeå IK und von dort zur Saison 2015 weiter zum Sky Blue FC. Nach zwei Spielzeiten bei Sky Blue beendete sie im Oktober 2016 ihre Karriere.

### Nationalmannschaft
Gordon war Mitglied der US-amerikanischen U-17-Nationalmannschaft und kam für diese bei einer Südamerikareise zu einem Einsatz, bei dem sie einen Treffer erzielte und ein weiteres Tor vorbereitete. Im Frühjahr 2008 wurde sie zu einem Trainingslehrgang der U-20-Nationalmannschaft eingeladen.

## Erfolge
- 2014: Meisterschaft in der W-League (Los Angeles Blues)
- 2014: Meisterschaft in der WPSL (Beach Futbol Club)